# Permutación circular en proteínas

Representación esquemática de una permutación circular entre dos proteínas. La primera proteína (círculo externo) tiene una secuencia tipo a-b-c. Tras la permutación, la segunda proteína (el círculo interno) tiene una secuencia c-a-b. Las letras N y C indican la localización del grupo amino y carboxilo-terminal de las secuencias proteicas y cómo sus posiciones se modifican de manera relativa las unas con otras.

Una permutación circular es una relación entre proteínas en la que las proteínas tienen un orden cambiado de aminoácidos en su secuencia peptídica. El resultado es una estructura de proteína con diferente conectividad, pero compartiendo una forma tridimensional similar. En 1979, se descubrió el primer par de proteínas permutadas circularmente, la concanavalina A y la lectina; ahora se conocen más de 2000 de tales proteínas.
La permutación circular puede ocurrir como resultado de eventos evolutivos, modificaciones postraduccionales o mutaciones diseñadas artificialmente. Los dos modelos principales propuestos para explicar la evolución de las proteínas permutadas circularmente son la permutación por duplicación y la fisión y fusión. La permutación por duplicación ocurre cuando un gen se duplica para formar una repetición en tándem, antes de que se eliminen las secciones redundantes de la proteína; esta relación se encuentra entre saposina y swaposina. La fisión y la fusión se producen cuando las proteínas parciales se fusionan para formar un solo polipéptido, como en las transhidrogenasas de nucleótidos de nicotinamida.
Las permutaciones circulares se diseñan rutinariamente en el laboratorio para mejorar su actividad catalítica o termoestabilidad, o para investigar las propiedades de la proteína original.
Los algoritmos tradicionales para la alineación de secuencias y la alineación de estructuras no pueden detectar permutaciones circulares entre proteínas. Se han desarrollado nuevos enfoques no lineales que superan esto y pueden detectar similitudes independientes de la topología.

## Historia
En 1979, Bruce Cunningham y sus colegas descubrieron la primera evidencia de una proteína permutada circularmente en la naturaleza. Después de determinar la secuencia peptídica de la proteína lectina, notaron su similitud con una proteína conocida, la concanavalina A, excepto que los extremos estaban permutados circularmente. El trabajo posterior confirmó la permutación circular entre el par de moléculas y mostró que la concanavalina A se permuta después de la traducción a través de la escisión y ligadura de una proteína inusual.
Tras el descubrimiento de una proteína permutada circularmente natural, los investigadores buscaron una forma de emular este proceso. En 1983, David Goldenberg y Thomas Creighton crearon una versión permutada circularmente de una proteína al ligar químicamente los extremos para crear una proteína cíclica y luego introducir nuevos extremos en otros lugares usando tripsina. En 1989, Karolin Luger y sus colegas introdujeron un método genético para hacer permutaciones circulares fragmentando y ligando cuidadosamente el ADN. Este método permitió que se introdujeran permutaciones en sitios arbitrarios.
A pesar del descubrimiento temprano de las permutaciones circulares postraduccionales y la sugerencia de un posible mecanismo genético para la evolución de permutantes circulares, no fue hasta 1995 que se descubrió el primer par de genes permutados circularmente. Las saposinas son una clase de proteínas involucradas en el catabolismo de los esfingolípidos y la presentación de antígenos de los lípidos en humanos. Chris Ponting y Robert Russell identificaron una versión permutada circularmente de una saposina insertada en la proteinasa aspártica vegetal, a la que llamaron swaposina. La saposina y la swaposina fueron el primer caso conocido de dos genes naturales relacionados por una permutación circular.
Posteriormente, se descubrieron en la naturaleza o se produjeron en el laboratorio cientos de ejemplos de pares de proteínas relacionados por una permutación circular. En febrero de 2012, la base de datos de permutación circular contiene 2238 pares de proteínas permutadas circularmente con estructuras conocidas, y se conocen muchas más sin estructuras. La base de datos CyBase recopila proteínas que son cíclicas, algunas de las cuales son variantes permutadas de proteínas cíclicas de tipo salvaje. SISYPHUS es una base de datos que contiene una colección de alineaciones manuales seleccionadas a mano de proteínas con relaciones no triviales, varias de las cuales tienen permutaciones circulares.